# WirVsVirus

Logo des WirVsVirus Hackathon

WirVsVirus (Eigenschreibweise #WirVsVirus) war ein Hackathon und ein anschließendes Umsetzungsprogramm für Projekte gegen die Auswirkungen der COVID-19-Pandemie unter der Schirmherrschaft der Bundesregierung. Zeitgleich wurde ein Förderprogramm geplant, um die Lösungsvorschläge nachhaltig umzusetzen. Der vom 20. bis 22. März 2020 virtuell durchgeführte Hackathon war der größte Hackathon weltweit.

## Hintergrund
Vorbild für WirVsVirus war ein ähnlicher Hackathon in Estland Anfang März. Davon inspiriert realisierten die Organisationen Tech4Germany, Code for Germany, ProjectTogether, Social Entrepreneurship Netzwerk Deutschland, Initiative D21 und Prototype Fund innerhalb von fünf Tagen ehrenamtlich den WirVsVirus Hackathon unter der Schirmherrschaft der Bundesregierung. Zeitgleich wurde ein Förderprogramm geplant, um die Lösungsvorschläge nachhaltig umzusetzen.

## Hackathon
Beim WirVsVirus Hackathon wurden vom 20. bis 22. März 2020 Lösungen für die durch die Coronakrise entstandenen Herausforderungen gesucht. Dafür wurden im Vorfeld über 2.000 Herausforderungen aus allen Lebensbereichen eingereicht, davon über 200 aus verschiedenen Bundesministerien. Die über 43.000 angemeldeten Personen wurden über die Messenger-App Slack miteinander vernetzt, letztendlich nahmen 28.000 Menschen aktiv am Hackathon teil. Innerhalb von 48 Stunden entstanden über 1.500 Projekte mit Lösungen zu den eingereichten Herausforderungen, wovon 20 als Gewinnerprojekte ausgezeichnet wurden.
Der Hackathon inspirierte ähnliche Veranstaltungen in weiteren Ländern, darunter der Hackathon der Europäischen Kommission EUvsVirus mit 20.000 Teilnehmern und der globale Hackathon BuildforCOVID19 der Weltgesundheitsorganisation.

## Umsetzungsprogramm
Im Anschluss an den Hackathon startete am 10. April 2020 das WirVsVirus Förderprogramm für die Umsetzung der Hackathon-Projekte, das aus vier Teilen bestand und am 1. Oktober 2020 offiziell abgeschlossen wurde.
Im WirVsVirus Solution Enabler wurden neben den 20 Gewinnerprojekten des Hackathons weitere 110 Lösungen gefördert. Die 130 Projekte erhielten Unterstützung bei der strategischen Entwicklung, sowie Netzwerkmöglichkeiten und Ressourcen. Eine Auswahl der Projekte wurde zudem mit 1,5 Millionen Euro durch das Bundesministerium für Bildung und Forschung über den Prototype Fund gefördert. Seit Juni 2020 wurden zudem die 15 Gewinnerprojekte des #wirfürschule-Hackathons im WirVsVirus Solution Enabler gefördert.
Im Mai 2020 startete der WirVsVirus Solution Builder als „Fast-Track-Programm“, um zehn der 130 Projekte innerhalb von acht Wochen mit Hilfe von Unternehmen zu realisieren.
Zudem wurden ab Mai 2020 über den WirVsVirus Matching Fonds Zuschüsse zu Crowdfunding-Kampagnen auf startnext von Projekten zur Coronakrise gezahlt.
Über das WirVsVirus Community Management wurden alle Hackathon-Teilnehmer über Slack betreut und Vernetzungsangebote geschaffen.
Das WirVsVirus Umsetzungsprogramm wurde finanziell durch das Bundeskanzleramt, das BMBF, Google Deutschland, das Vodafone Institut, die KfW Stiftung, die BMW Foundation Herbert Quandt, Susanne Klatten sowie Janina und Benjamin Otto gefördert. Weitere Umsetzungspartner waren zudem die Hertie-Stiftung, Urban Impact und startnext.

## Projekte
Beim Hackathon und in den Umsetzungsprogrammen wurden insgesamt 147 Projekte in Themenfeldern wie Gesundheit, Mentale Gesundheit, Bildung, soziale Gerechtigkeit, Öffentliche Verwaltung, Wirtschaft in der Krise oder gesellschaftlicher Zusammenhalt gefördert. Zu den Projekten gehörten unter anderem Corona Begleitung mit dem Notfallhilfeprojekt SterbeNotruf Deutschland für digitale und hybride Sterbe- und Trauerbegleitung, die digitalen Bildungsplattformen Roomie und Corona School, Commissura, ein digitaler Kommunikationskanal für die Kinder- und Jugendhilfe, meinegemeinde.digital, einer digitalen Gemeindeplattform für Gemeinden aller Konfessionen oder die Corona-Informationsplattform Dealog und das Projekt gegen Falschinformationen zur COVID-19-Pandemie Facts for Friends. Viele Projekte im Themenfeld Gesundheit schlossen sich zudem im Innovationsverbund Öffentliche Gesundheit zusammen.
Weitere Projekte der Umsetzungsprogramme waren ein DIY-Beatmungsgerät, die von der Stadt Mannheim eingesetzte Contact-Tracing-App quarano, die Online-Plattform ErnteErfolg oder der von der Bundesagentur für Arbeit eingesetzte Chatbot für Kurzarbeitergeld UDO.
Zudem entstanden im Rahmen des Hackathons Projekte wie die Initiative Neues Wirtschaftswunder, das Antirassismus-Projekt Ichbinkeinvirus.org  oder das TCN-Protokoll und die ito-App für Contact-Tracing.

## Rezeption
Bundespräsident Steinmeier lobte die Teilnehmer des Hackathons als „Heldinnen und Helden in der Corona-Krise.“ Bundeskanzlerin Angela Merkel betonte, einer Krise solchen Ausmaßes, könne man nur mit einem breiten Miteinander von Staat und Zivilgesellschaft wirksam begegnen.
Kanzleramtsminister Helge Braun erklärte, Deutschland sei mit dem Hackathon „zum ersten Mal ein digitaler Trendsetter“ und kündigte einen weiteren Hackathon an. Bildungsministerin Anja Karliczek sagte, der Hackathon habe den „Ideenreichtum des Innovationslands Deutschland in beeindruckender Weise gezeigt.“ Dorothee Bär regte an, Hackathon auch in den kommenden Legislaturperioden, außerhalb von Krisenzeiten, für gesellschaftliche Probleme zu nutzen.
Die Bundestagsfraktion Bündnis 90/Die Grünen forderte im April 2020 ein „schnell abrufbares Digitalbudget“, mit dem Projekte des WirVsVirus-Hackathons gefördert werden sollten, da diese „zu versanden drohten“, es könne nicht sein, dass für eine Aktion wie den Hackathon erst „mühsam bei allen Ministerien Geld eingesammelt und im Nachtragshaushalt angemeldet werden“ müsse. Auch in den Medien kam zwischenzeitlich Kritik auf, dass die finanzielle Förderung der Projekte nicht schnell genug anlaufen würde.
In einer Analyse des Wissenschaftszentrum Berlin für Sozialforschung hieß es, WirVsVirus sei es „mit einigem Erfolg gelungen, einen Impuls für eine emanzipative Krisenbewältigung zu setzen“. Der Erfolg von WirVsVirus könne „einen nicht zu unterschätzenden Effekt auf die Bereitschaft haben, repräsentative Demokratie neu zu denken und ihre etablierten Institutionen stärker an offen-kollaborativen und experimentellen Organisations- und Arbeitsweisen auszurichten.“

## Kritik
Während des Hackathons wurde Kritik laut, dass Veranstalter und Jury nicht die Diversität der Gesellschaft repräsentieren würden. Unter den Projekten sei nur ein einziges Projekt gewesen, das den seit der Pandemie verstärkten antiasiatischen Rassismus in Deutschland thematisiert habe. Das Projekt Ichbinkeinvirus.org wurde für beide Förderprogramme abgelehnt. Nach Begründung der Jury habe diese nicht beurteilen können, ob es weiterhin Corona-spezifischen Rassismus gebe und deshalb überhaupt eine eigene Plattform dagegen nötig sei. Zusätzlich wurde kritisiert, dass die erste Jury des Hackathons nur aus weißen Menschen bestand und die Organisatoren dies mit der Begründung abtaten, dass mit der Anwesenheit von Raul Krauthausen sichergestellt sei, dass die Perspektiven marginalisierter Personen einbezogen würden. 
Erst nachdem die Kritik zur mangelnden Diversität durch den reichweitenstarken Twitter-Account von Peng! mehr Aufmerksamkeit erhalten hatte, veröffentlichten die Organisatoren Ende Juni ein Statement zu den Vorwürfen.
Im November 2020 kritisierten mehrere Twitter-User, dass die Vodafone-Stiftung bereits seit Juni 2020 im Rahmen des WirVsVirus Solution Enabler-Programms das Projekt Basic Income Machine unterstützte. In dem Projekt sollten Obdachlosen auf Basis „gemeinnützige[r] KI-Technologien“ auf Knopfdruck „Mikrojobs“ vermittelt werden.